# Eagle Warehouse
 (mars 2024).
L'Eagle Warehouse & Storage Company, communément appelée Eagle Warehouse, est un bâtiment situé à Dumbo et Brooklyn Heights, dans le quartier de Brooklyn à New York. Conçu par l'architecte de Brooklyn Frank Freeman et achevé en 1894, il a eu plusieurs usages avant d'être transformé en appartements en 1980. Décrit comme un « chef-d'œuvre », le bâtiment fait partie du Fulton Ferry District, qui a été inscrit au registre national des lieux historiques en 1974 et désigné monument de la ville de New York en 1977.

## Histoire
Le site sur lequel se trouve l'Eagle Warehouse appartenait autrefois au Brooklyn Daily Eagle, un journal local bien connu. De 1846 à 1848, le rédacteur en chef du journal était Walt Whitman.
À la fin du XIXe siècle, le Brooklyn Daily Eagle a déménagé ses bureaux vers un autre endroit. Le site a ensuite été acheté par la Eagle Warehouse & Storage Company, dont le nom était probablement dérivé de celui de Brooklyn Eagle. L'éminent architecte de Brooklyn, Frank Freeman, a été chargé de construire un nouvel entrepôt sur le site. L'édifice a été achevé en 1894 pour un coût de 300 000 $, mobilier compris.
L'Eagle Warehouse & Storage Company utilisait l'entrepôt principalement pour stocker des meubles et de l'argenterie, ces derniers étant conservés dans des coffres-forts géants au sous-sol,. En 1906, Freeman a ajouté une extension de sept étages du côté est, correspondant « entièrement au caractère » du bâtiment d'origine. Entre 1904 et 1928, une partie de l'entrepôt était utilisée comme siège de la Brooklyn Law School.
L'entrepôt a joué un rôle mineur dans l'histoire politique de la ville lorsqu'il est devenu l'un des trois emplacements de Brooklyn utilisés pour stocker les bulletins de vote, en attendant un recomptage, de l'élection municipale contestée de 1905 entre George B. McClellan, Jr. et le magnat de la presse William Randolph Hearst, qui a accusé son adversaire victorieux de fraude. L'affaire a duré des années, Hearst postant des gardes pour protéger les urnes, avant de finalement perdre sa tentative d'annuler le résultat de l'élection.
Le bâtiment a ensuite été utilisé à diverses fins. En 1977, il est devenu une partie du quartier historique de Fulton Ferry, un quartier historique de la ville désigné par la Commission de préservation des monuments de la ville de New York. En 1980, le bâtiment a été « savamment »  rénové en copropriété par l'architecte de Brooklyn Bernard Rothzeid pour la somme de 3 000 000 $, incluant le prix d'achat de 530 000 $. En 2021, l'un des 85 appartements de l'immeuble a été vendu pour 2 500 000 $.

## Description

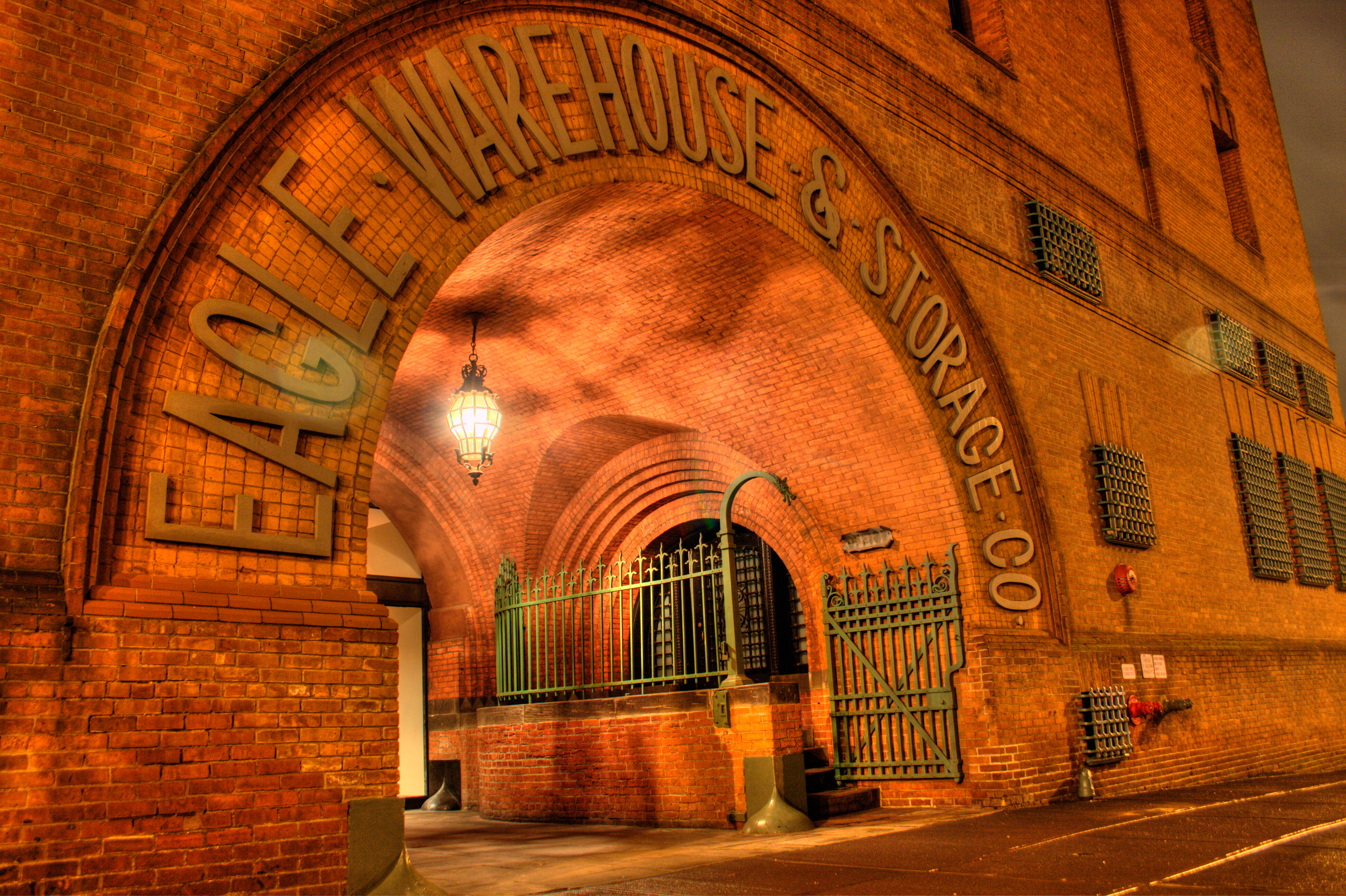
L'entrée principale de l'Eagle Warehouse la nuit

L'Eagle Warehouse a été décrit comme « un entrepôt en brique exceptionnellement beau » et comme un « chef-d'œuvre » de Freeman. Le correspondant du New York Times, Christopher Gray, l'a qualifié de « forteresse médiévale en brique [qui] rappelle le Palazzo Vecchio de Florence », tandis que le critique Francis Morrone a fait remarquer que l'entrepôt, malgré sa relative simplicité, « est en soi pas moins intéressant » que les bâtiments résidentiels ou municipaux de Freeman.
Le bâtiment est divisé verticalement en trois sections. Le rez-de-chaussée est dominé par l'entrée principale, un arc romain audacieux orné du nom de l'entreprise en grandes lettres en bronze, qui mène à une « magnifique » voûte en berceau. De chaque côté de l'entrée se trouvent plusieurs petites fenêtres « protégées par de belles grilles de fer ». La partie supérieure du bâtiment est constituée d'une rangée de petites lucarnes, espacées entre des corbeaux en brique soutenant un parapet crénelé. Le long du parapet, le nom de l'entreprise apparaît à nouveau en caractères gras, avec une grande horloge placée au centre,.
Lors de la transformation du bâtiment en 1980, sa partie centrale a été démolie pour créer un atrium descendant jusqu'au rez-de-chaussée, dont la fonction première est d'apporter de la lumière aux appartements. Le penthouse du bâtiment a le grand cadran d'horloge comme fenêtre,,.